# Дракула (фильм, 2025)
«Дра́кула» (в оригинале: «Дракула: История любви», англ. Dracula: A Love Tale) — готический фильм ужасов Люка Бессона, основанный на романе «Дракула» Брэма Стокера 1897 года. В фильме снялись Калеб Лэндри Джонс и Кристоф Вальц. Его премьера во Франции состоялась 30 июля 2025 года.

## Сюжет
XV век. После смерти жены Влад Дракула отказывается от Бога и становится вампиром. В конце XIX века в Лондоне он видит женщину, похожую на его жену, и начинает её преследовать.

## В ролях
- Калеб Лэндри Джонс — граф Дракула
- Кристоф Вальц — священник
- Матильда Де Анджелис — Мария

## Производство
В феврале 2024 года стало известно, что режиссёр Люк Бессон разрабатывает новую киноадаптацию романа «Дракула» Брэма Стокера. Главные роли в фильме исполнят Калеб Лэндри Джонс и Кристоф Вальц.
Съёмки фильма начались 27 марта 2024 года в Финляндии.
Премьера фильма состоялась во Франции 30 июля 2025 года.